# Friedrich Hedrich
Friedrich Hedrich, auch Fritz Hedrich (geboren am 22. September 1914 in Wien; gestorben am 25. Februar 1944 in Wien) war ein österreichischer Elektromonteur und Radiotechniker sowie Widerstandskämpfer gegen das NS-Regime. Er wurde von der NS-Justiz zum Tode verurteilt und im Wiener Landesgericht mit dem Fallbeil hingerichtet.

## Leben und Werk
Hedrich wuchs in einer kommunistischen Familie auf. Er war bereits als Kind bei den Pionieren, der kommunistischen Kinderorganisation. Als begabter Schüler
lernte er die Berufe Elektromonteur und Radiotechniker, wurde zum Schülerrat gewählt, organisierte Schülerstreiks und Lohnkämpfe. Bereits mit 16 Jahren wurde er Organisationsleiter im ZK des Kommunistischen Jugendverbands Österreichs (KJVÖ), wirkte als Agitator und errang hohes Ansehen innerhalb der kommunistischen Bewegung. Nachdem sich der Austrofaschismus durchgesetzt hatte und der KJVÖ zur illegalen Organisation erklärt worden war, organisierte Hedrich eine Geheimdruckerei, in welcher die „Proletarierjugend“, das publizistische Organ des KJVÖ, weiterhin hergestellt werden konnte. Ab 1938 machte er sich um den Wiederaufbau der Parteistrukturen im antifaschistischen Widerstandskampf verdient. 
Im Oktober 1941 wurde Hedrich von der Gestapo verhaftet und während seiner Verhöre auch gefoltert. Am 30. September 1943 fand der Prozess vor dem Volksgerichtshof statt, „in dem er ein glänzendes Zeugnis seiner Intelligenz und Rednergabe abgab.“ Mit der Mitangeklagten Hermine Zaynard und weiteren Genossen wurde er zum Tode und zum „Ehrverlust auf Lebensdauer“ verurteilt. Die Urteilsbegründung lautete auf Vorbereitung zum Hochverrat  und Feindbegünstigung. 
Seine Hinrichtung durch das Fallbeil erfolgte am 25. Februar 1944, gemeinsam neun weiteren politischen Häftlingen des NS-Regimes. Hermine Zaynard war bereits am 19. November 1943 hingerichtet worden. Hedrich ist mutmaßlich in der Schachtgräberanlage der Gruppe 40 (Reihe 22/Grab 45) des Wiener Zentralfriedhofes bestattet. Die mangelnde Sicherheit liegt in einem Schreiben begründet, welches der NS-Reichsjustizminister an den Oberreichsanwalt in Berlin richtete, mit Bezugnahme auf die Hinrichtungen von Hermine Zaynard und Friedrich Hedrich: „Bei der Überlassung der Leichname an ein Institut gemäß Ziff. 39 der RV. vom 19. Februar 1939 ist das Anatomische Institut der Universität zu berücksichtigen.“
Hedrichs Frau Erna wurde ebenfalls 1941 verhaftet. Die gemeinsame Tochter Elisabeth, damals drei Jahre alt, sollte ihre Mutter erst vier Jahre später wieder sehen, ihren Vater nie mehr. Erna Hedrich veröffentlichte im Jahr 1967 in Wien das Buch Untergang und Wiedergeburt Österreichs, Elisabeth Hedrich engagierte und engagiert sich im KZ-Verband.

## Gedenken

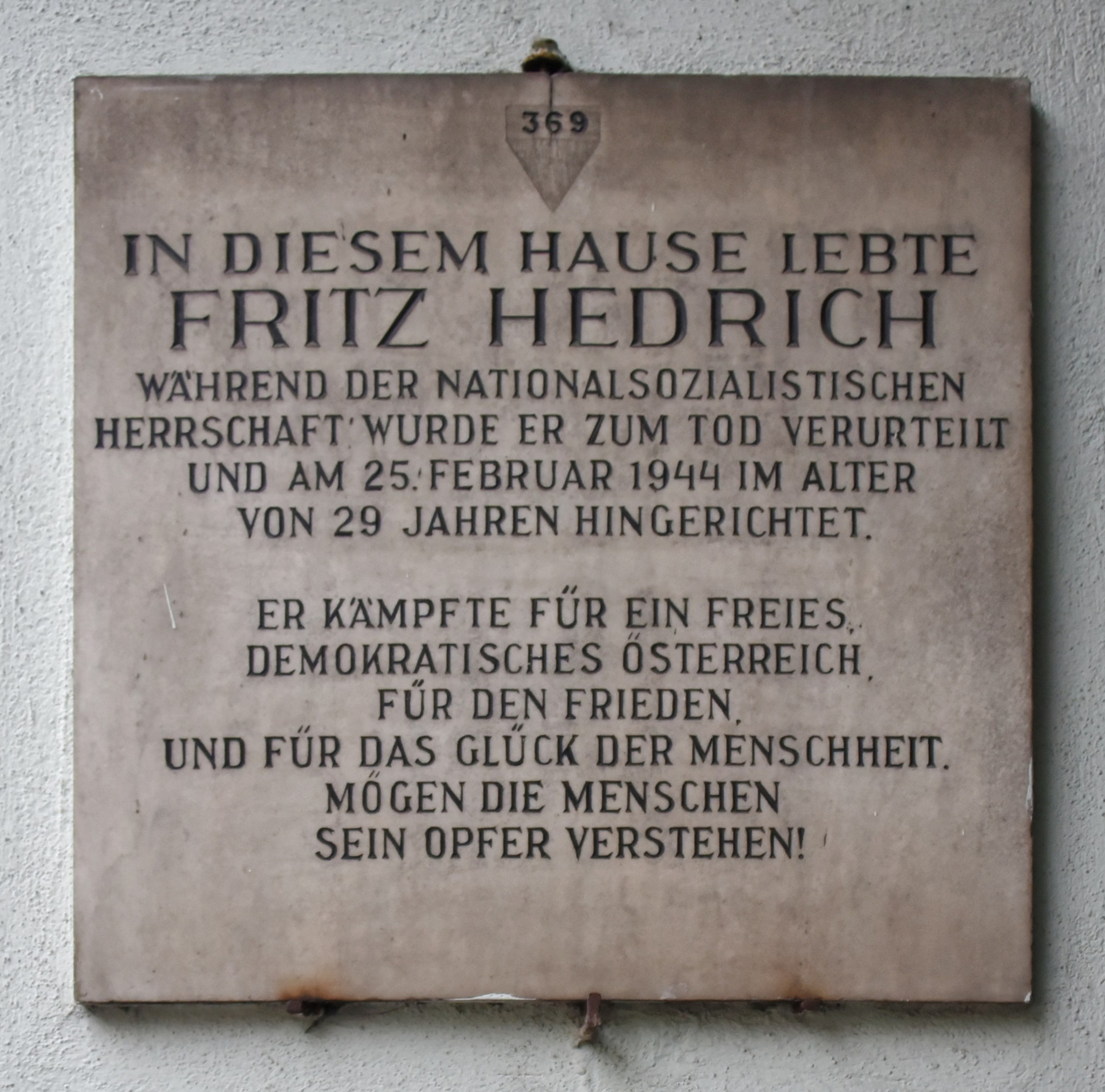
Gedenktafel für Fritz Hedrich

Zur Erinnerung an den Widerstandskämpfer wurde im November 1953 eine Gedenktafel am Wohnhaus in der Jägerstraße 28 in Wien-Brigittenau angebracht, auf der zu lesen ist:

„In diesem Hause lebte Fritz Hedrich. Während der nationalsozialistischen Herrschaft wurde er zum Tod verurteilt und am 25. Februar 1944 im Alter von 29 Jahren hingerichtet. Er kämpfte für ein freies, demokratisches Österreich, für den Frieden, und für das Glück der Menschheit. Mögen die Menschen sein Opfer verstehen!“

Hedrichs Name findet sich auch auf der Gedenktafel im ehemaligen Hinrichtungsraum des Wiener Landesgerichts.